# Psyence
Psyence är ett poprockalbum av Hideto Matsumoto som gjordes 1996.
- Psyence (1996)

1. PSYENCE
2. ERASE
3. Genkai Haretsu
4. DAMAGE
5. LEMONed I Scream (CHOCO-CHIP version)
6. Hi-Ho
7. FLAME
8. BEAUTY & STUPID
9. OEDO COWBOYS
10. BACTERIA
11. GOOD-BYE
12. Cafe Le Psyence
13. LASSIE (demo master version)
14. POSE
15. MISERY (remix version)
16. ATOMIC M.O.M